# Cosmopterix nieukerkeni
Cosmopterix nieukerkeni là một loài bướm đêm thuộc họ Cosmopterigidae. Loài này có ở Argentina (Tucumán) và Brasil (Distrito Federal).
Cá thể trưởng thành được ghi nhận vào tháng 10 và tháng 12, cũng như vào tháng 3 và tháng 4. 
 Tính đến sửa đổi này, bài viết này sử dụng nội dung từ  "The genera Cosmopterix Hübner and Pebobs Hodges in the New World with special attention to the Neotropical fauna (Lepidoptera: Cosmopterigidae)", và đã cấp phép nội dung theo cách cho phép tái sử dụng dưới Giấy phép Creative Commons Ghi công–Chia sẻ tương tự phiên bản 3.0 Chưa chuyển đổi, nhưng không dưới GFDL. Toàn bộ điều khoản có liên quan phải được tuân thủ.